# Nördlicher See-Elefant
Der Nördliche See-Elefant (Mirounga angustirostris) ist eine von zwei Arten der See-Elefanten. Er ist im Ostpazifik an der Küste Nordamerikas von Niederkalifornien bis Alaska und den Aleuten verbreitet, wobei sich die Kolonien der Tiere auf den Bereich der Baja California und der kalifornischen Küste beschränken. Den größten Teil ihres Lebens verbringen die Tiere im Meer, nur zum Fellwechsel und für die dreimonatige Paarungs- und Wurfzeit bilden sie große Kolonien an der Küste und auf vorgelagerten Inseln.
Gemeinsam mit dem noch etwas größeren Südlichen See-Elefanten (Mirounga leonina) zählt der Nördliche See-Elefant zu den größten Arten der Robben und zugleich den größten Raubtierarten. Die Bullen erreichen eine Körpergröße von über vier Metern und ein Gewicht von bis zu 2.500 Kilogramm. Die Weibchen sind deutlich kleiner mit einer Körpergröße von maximal drei Metern und einem Gewicht von 600 bis 800 Kilogramm. Nördliche See-Elefanten ernähren sich in erster Linie von Fischen und Kopffüßern, als potenzielle Fressfeinde spielen vor allem der Schwertwal (Orcinus orca) und der Weiße Hai (Carcharodon carcharias) eine Rolle.
Nachdem die Tiere aufgrund der starken Bejagung im 19. Jahrhundert fast ausgerottet worden waren, wurden sie Anfang des 20. Jahrhunderts in den Vereinigten Staaten unter Schutz gestellt und haben sich seitdem zahlenmäßig gut erholt. Heute gilt die Art als nicht mehr bedroht, die Bestände werden auf über 170.000 Tiere geschätzt.

## Merkmale

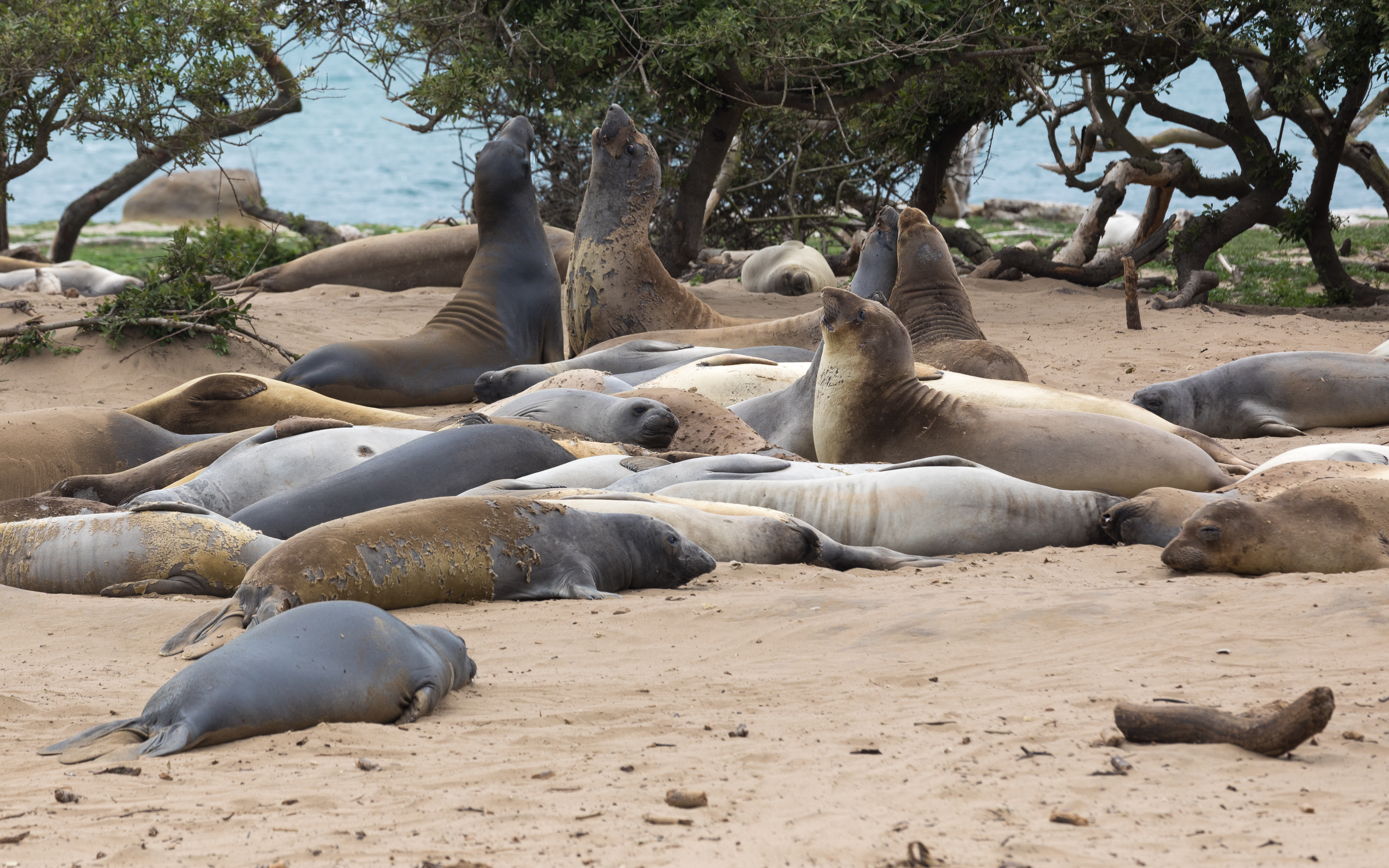
Kolonie des Nördlichen See-Elefanten im Año Nuevo State Park; Weibchen beim Fellwechsel

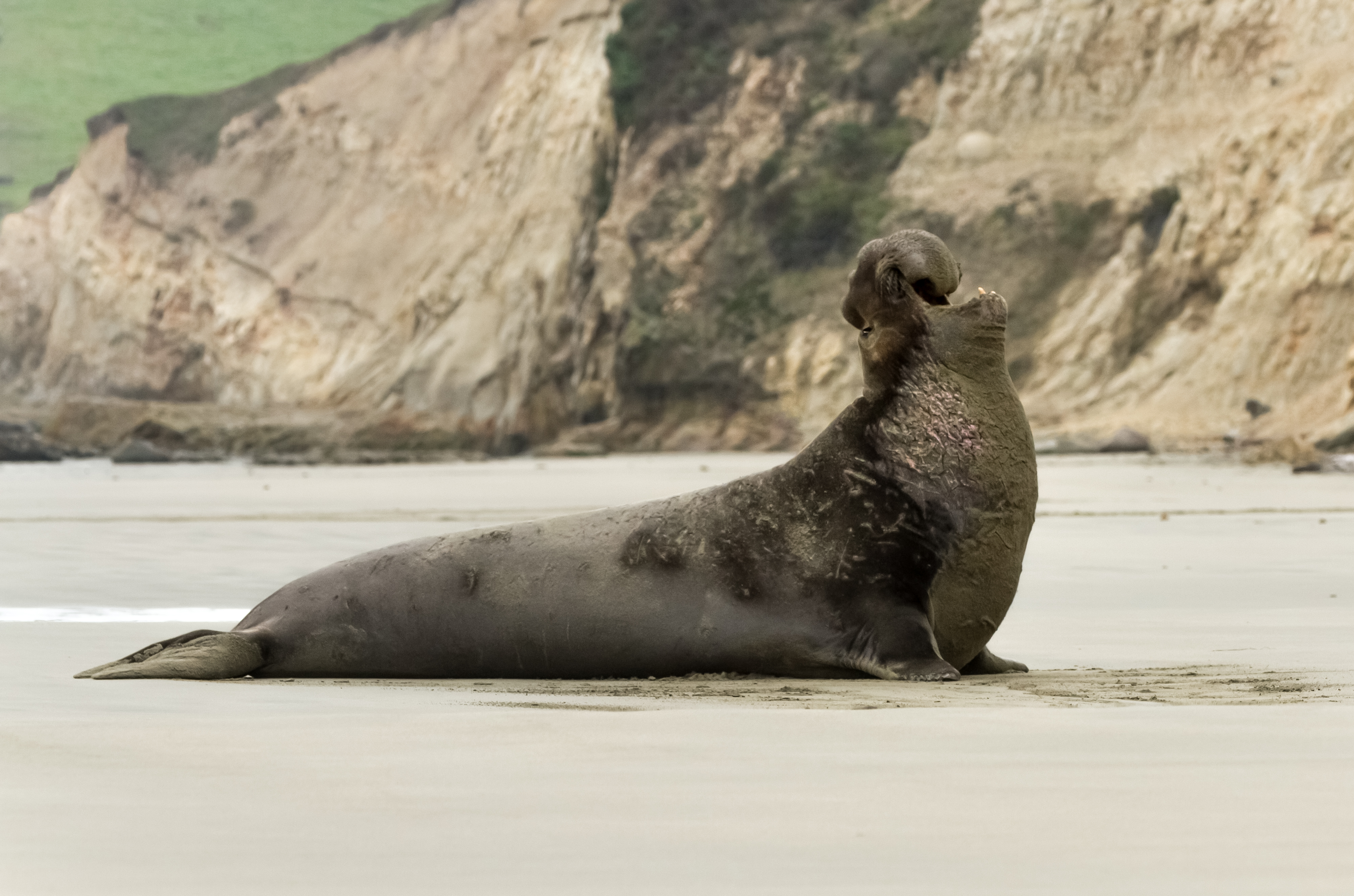
Ausgewachsener männlicher See-Elefant am Point Reyes National Seashore, Kalifornien

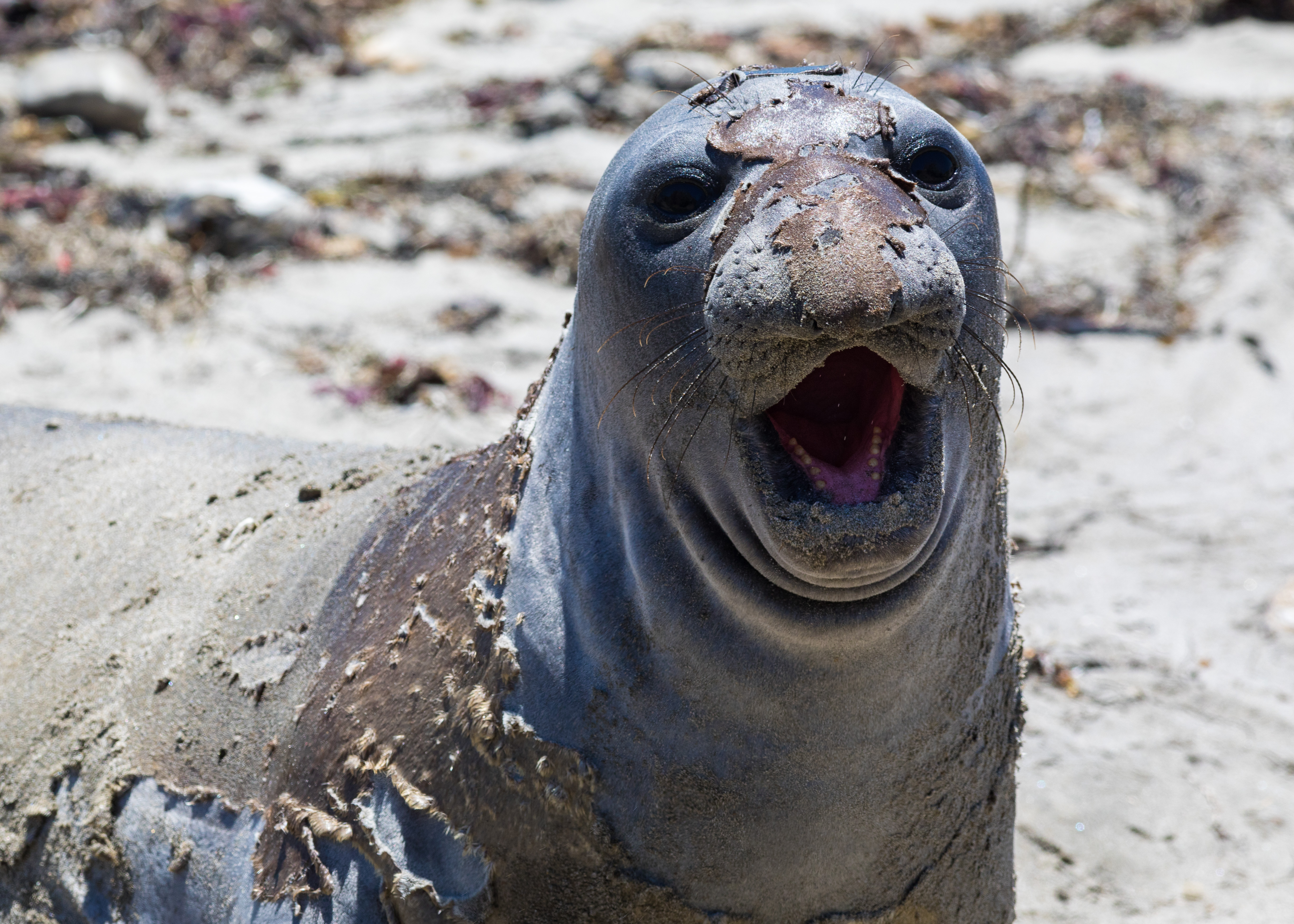
See-Elefant während des Fellwechsels

### Allgemeine Merkmale
Die See-Elefanten weisen in ihrer Körpergröße und ihrem Aussehen einen starken Sexualdimorphismus auf. Die Bullen des Nördlichen See-Elefanten erreichen eine Durchschnittslänge von 3,80 bis 4,10 Metern bei einem Gewicht von etwa 1800 Kilogramm und eine Maximallänge von 4,20 Metern bei einem Gewicht von 2500 Kilogramm. Die Weibchen sind mit einer durchschnittlichen Körperlänge von 2,80 bis 3,00 Metern und einem durchschnittlichen Gewicht von 600 bis 800 Kilogramm deutlich kleiner als die Männchen. Die Tiere haben ihr Maximalgewicht bei der Ankunft in der Kolonie im Spätherbst, nachdem sie den Sommer und Herbst weitgehend mit der Nahrungssuche verbracht haben. Während der drei Monate in der Kolonie nehmen sie etwa die Hälfte des Gewichts wieder ab. Das Gewicht kann sehr stark schwanken und nach der Geburt können die Weibchen innerhalb der Stillzeit von etwa 25 Tagen die Hälfte ihres Gewichts verlieren.
Die Körperfärbung der ausgewachsenen Tiere ist auf der Rückenseite braun bis dunkelbraun und auf der Bauchseite hell sandfarben. Die Jungtiere sind nach der Geburt und während der Stillzeit über den ersten Lebensmonat schwarz, danach kommt es zu einem Fellwechsel und sie werden silbergrau und später schokoladenbraun an der Rückenseite und sandfarben bauchseits. Vor allem bei den Männchen verdickt sich die Haut am Nacken und an der Kehle und verhornt stark. Das Fell besteht aus einzelnen sehr kurzen und rauen Haaren. Einmal im Jahr kommt es zu einem Fellwechsel an Land, bei dem die Tiere die Haare und die oberste Schicht der Haut in größeren Flecken abreiben und durch die darunterliegende neue Epidermis ersetzen. Der neue Haarwuchs beginnt wenige Tage nach der Erneuerung. Der Fellwechsel, der bei den Jungtieren und Weibchen im April bis Mai, den Jungmännchen im späten Mai bis Juni und den ausgewachsenen Männchen im Juli bis August stattfindet, geschieht während einer mehrwöchigen Rast an Land.
Wie alle Robben besitzen auch die See-Elefanten zu Flossen umgestaltete Gliedmaßen. Die Augen sind wie bei allen Robben sehr groß, um im Wasser und in größeren Tiefen eine maximal mögliche Sicht zu haben. Die Nase der Männchen beginnt im Alter von drei bis fünf Jahren sich zu einem Rüssel zu vergrößern. Er entwickelt sich bis zum Erreichen der Geschlechtsreife im achten bis zehnten Lebensjahr zu einem auffälligen männlichen sekundären Geschlechtsmerkmal. Der Rüssel verstärkt die Intensität der Rufe der männlichen Tiere während der Paarungszeit.
Vom Südlichen See-Elefanten unterscheidet sich die nördliche Art dadurch, dass sie etwas kleiner ist und die Geschlechtsunterschiede weniger extrem sind; der Rüssel des Männchens ist allerdings größer (bis 30 cm) als beim Südlichen See-Elefanten.

### Merkmale des Schädels und des Skeletts
| 2 | · | 1 | · | 3 | · | 0-4 | = 30 |
| 1 | · | 1 | · | 3 | · | 0-4 | = 30 |

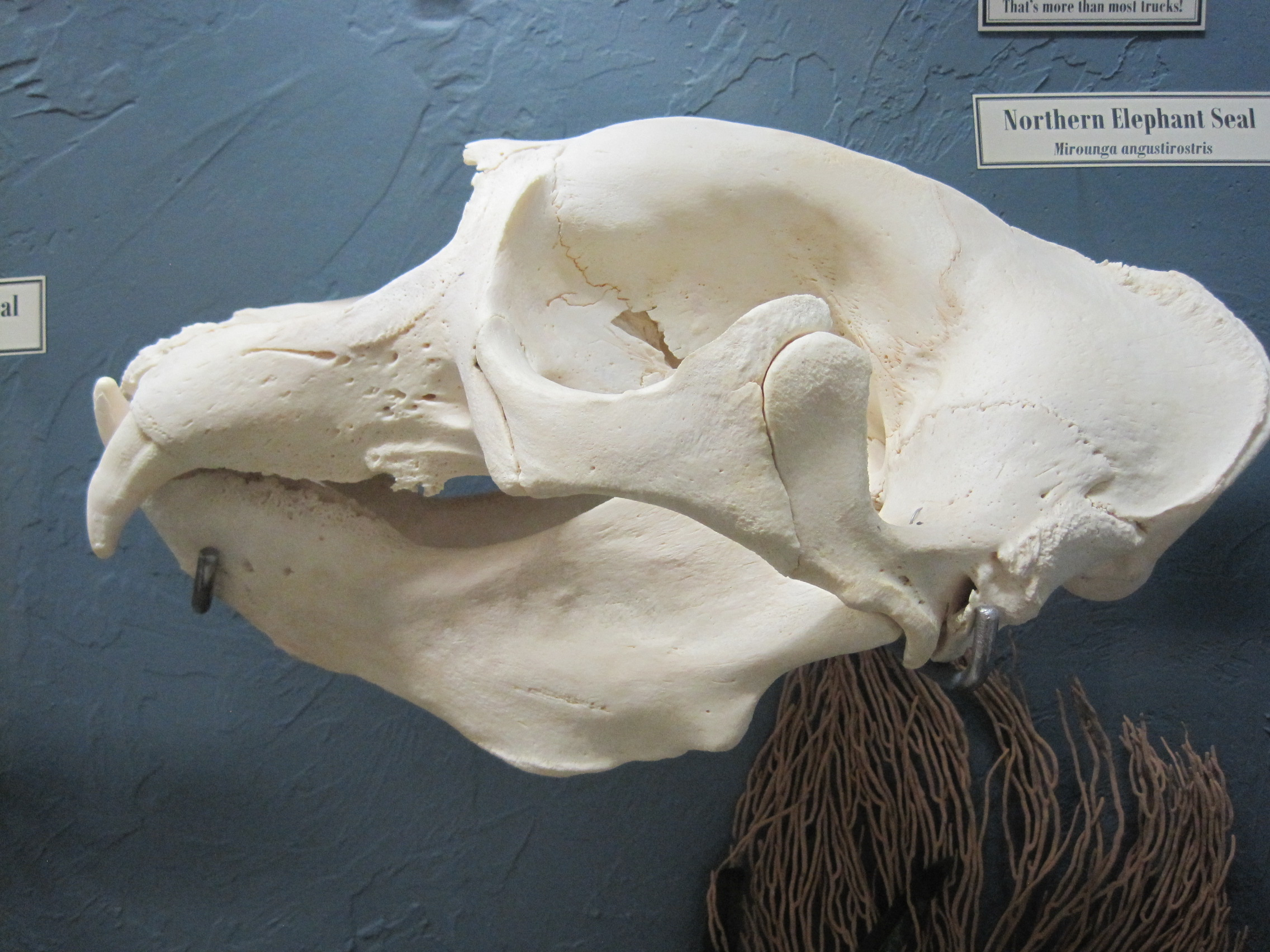
Schädel eines Nördlichen See-Elefanten

Bei beiden Geschlechtern sind die Zähne vor allem zum Packen und Festhalten der Beute ausgebildet, die dann im Ganzen geschluckt wird. Die Tiere besitzen im Oberkiefer pro Seite jeweils zwei Schneidezähne, einen kräftigen Eckzahn, drei Vorbackenzähne und eine variable Anzahl Backenzähne. Im Unterkieferast ist nur ein Schneidezahn vorhanden. Insgesamt besitzen die Tiere 30 Zähne, die Postcaninae sind allerdings nahezu funktionslos und unterstützen die großen Eckzähne beim Festhalten der Beutetiere. Die Eckzähne sind bei beiden Geschlechtern vergrößert und scharf, bei den männlichen Tieren sind sie allerdings sehr viel kräftiger ausgebildet als bei den Weibchen. Die kräftigen Eckzähne werden von den Männchen zudem bei Rivalenkämpfen während der Paarungszeit eingesetzt.
Die Wirbelsäule besteht aus 39 bis 40 Wirbeln, von denen 7 zur Halswirbelsäule, 15 zu Brustwirbelsäule, 5 zur Lendenwirbelsäule, 3 zum Kreuzbein und 9 bis 10 zur Schwanzwirbelsäule gehören. Dabei besitzen nur die vorderen und die hinteren Wirbel einen ventralen Kiel und die leicht abgeflachten Lendenwirbel können einen zweiten Kiel besitzen, wodurch eine ventrale Grube gebildet wird. Die Knochendichte ist als Anpassung an die schwimmende und tauchende Lebensweise vergleichsweise gering.

### Genetische Merkmale
Der Nördliche See-Elefant besitzt einen Karyotyp aus 34 Chromosomen. Die genetische Variabilität innerhalb der Art ist sehr gering und bei Untersuchungen verschiedener Blutproteine konnte kein Polymorphismus festgestellt werden. Zurückgeführt wird diese geringe Variabilität auf die Effekte der Beinahe-Ausrottung der Tiere und der Neuetablierung aus einer vergleichsweise kleinen Gründerpopulation mit einem entsprechenden genetischen Drift. Durch die Untersuchung von Mikrosatelliten, kurzen nichtcodierenden Abschnitten der DNA, konnte die geringe Variabilität erneut gezeigt werden; zugleich wurde diskutiert, dass es durch die Aufteilung der Population auf die verschiedenen Paarungsstrände und vor allem die Ortstreue der Tiere zu ihren Heimatstränden wieder zu einer höheren genetischen Diversität zwischen den Tieren der nördlichen Strände und denen der südlicheren kommen kann.

## Verbreitung und Lebensraum

Verbreitungsgebiet des Nördlichen See-Elefanten
rot: Koloniegebiete
gelb: Meeresregion mit wandernden Einzeltieren; Im Norden verteilen sich die Männchen, im Süden die Weibchen.

Der Nördliche See-Elefant lebt im nordöstlichen Pazifik und im Norden des östlichen Zentralpazifiks bis zum westlichen Rand der Aleuten. Einzeltiere können in seltenen Fällen bis in die Beringstraße, Hawaii oder den Norden der japanischen Inseln vordringen.
Die Tiere verbringen etwa 90 % ihrer Lebenszeit im Meer und bilden nur zur Wurf- und Paarungszeit sowie zum Fellwechsel Kolonien an Land, in denen sich eine große Anzahl der Tiere ansammelt. Die Kolonien befinden sich entlang der nordamerikanischen Westküste auf mehreren vorgelagerten Inseln und an Festlandplätzen von der Baja California, Mexiko, bis Nordkalifornien. Einige wenige Kolonien werden nördlich von Kalifornien an den Küsten Oregons, Washingtons und des südlichen British Columbia gebildet. 
Bei den vom Nördlichen See-Elefanten zur Koloniebildung genutzten Küstengebieten handelt es sich um sandige bis steinige oder schlammige Uferregionen und vorgelagerte Inseln. Insgesamt sind mehr als 15 Kolonieplätze der Nördlichen See-Elefanten bekannt, wobei Año Nuevo Island in Zentralkalifornien zwischen San Francisco und Santa Cruz eine der größten darstellt. Als größte Festlandkolonie gilt die Piedras Blancas Rookery bei San Simeon.

## Lebensweise und Ökologie

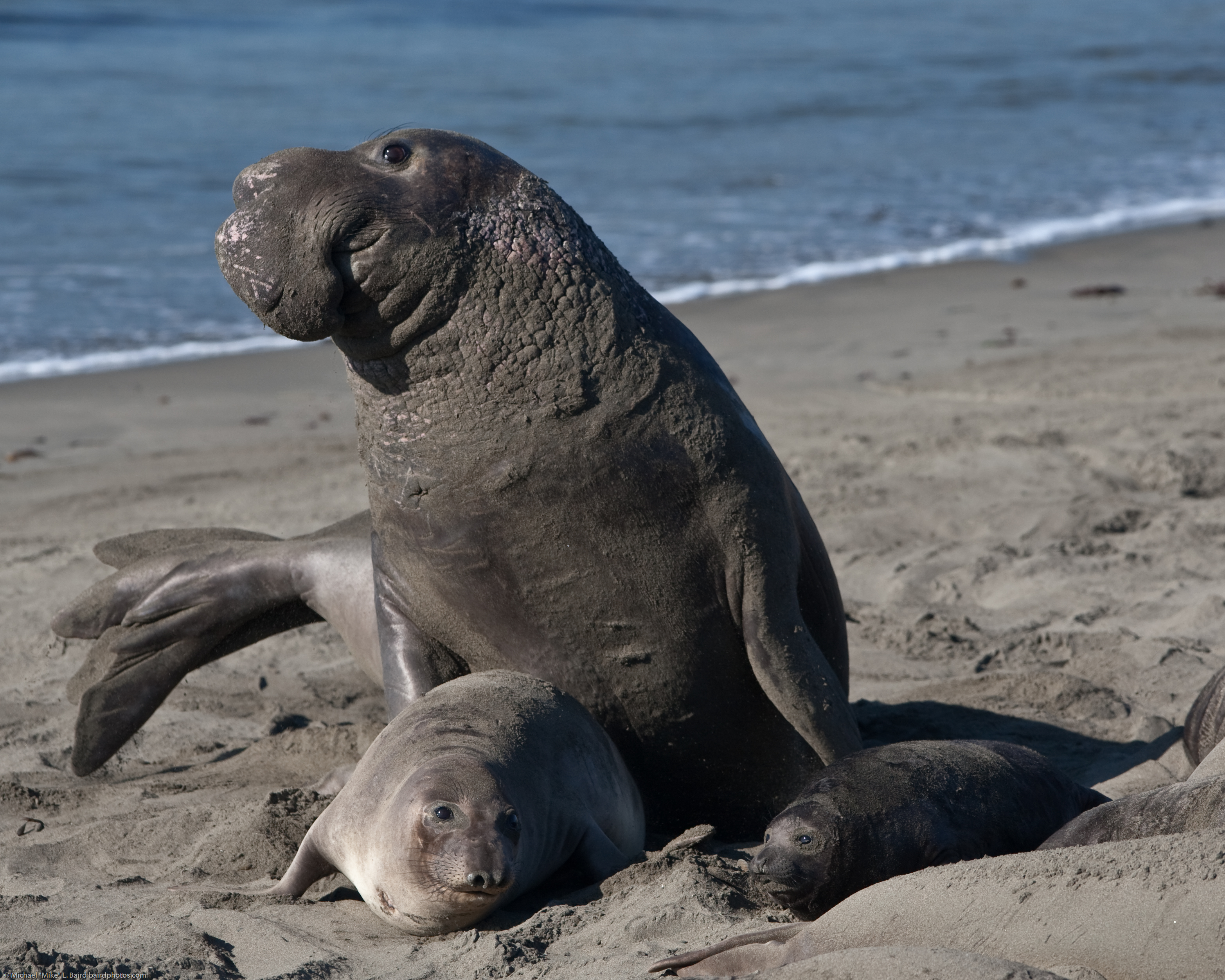
Paarung des Nördlichen See-Elefanten: Das Bild zeigt ein männliches und ein weibliches Tier sowie ein Jungtier.

Nördliche See-Elefanten verbringen den größten Teil ihres Lebens im Meer, wobei sie nur gelegentlich an der Meeresoberfläche auftauchen. 85 bis 90 % ihres Lebens verbringen sie tauchend unter Wasser. Sie tauchen durchschnittlich bis etwa 500 bis 600 Meter tief, die bekannten Maximaltiefen liegen bei etwa 1500 Metern. Dabei sind sie in der Lage, bei einem Tauchgang 20 bis 70 Minuten unter Wasser zu verbringen. Im Meer sind sie Einzelgänger und Männchen und Weibchen leben und jagen unabhängig voneinander.

### Wanderungen
Die See-Elefanten finden sich zweimal im Jahr in ihren Kolonien ein. Dabei findet die Paarungs- und Wurfzeit vom Dezember bis März statt, später im Jahr kommen die Tiere zudem abhängig von ihrem Alter und Geschlecht zum Pelzwechsel an Land. Danach ziehen sie in den Nordpazifik und den Golf von Alaska. Die erwachsenen Männchen wandern dabei weiter nach Norden und Westen als die Weibchen, wobei einzelne wandernde Tiere auch schon an den Küsten von Hawaii, in Japan und auf den Midwayinseln sowie im Bereich der Beringstraße gesichtet wurden.
Zwischen den Geschlechtern gibt es große Unterschiede bei den Wanderungsgewohnheiten und beim Jagdverhalten. Bei Untersuchungen des Wanderverhaltens der Tiere des Año Nuevo State Parks über Satellitenbeobachtungen und Sender an den Tieren für die Telemetrie konnte nachgewiesen werden, dass die Männchen nach dem Verlassen der Strände mit einer Geschwindigkeit von etwa 90 Kilometern pro Tag (± 27 km/d) direkt nach Norden in die Meeresgebiete von der Küste Oregons bis zu den westlichen Aleuten schwimmen und dabei Strecken von etwa 540 bis fast 5000 Kilometern zurücklegen. Sie bleiben in diesen Gebieten während des größten Teils ihres Aufenthalts im Meer und kehren auch bei späteren Wanderungen wieder in die gleichen Gebiete zurück. Die Weibchen ziehen dagegen in ein deutlich weiteres Gebiet in den nordöstlichen Pazifik und verbringen die Zeit in einer Region zwischen 38 uns 60° nördlicher Breite und der Küste bis 172.5° östlicher Länge. Die Nahrungssuche konzentrieren sie auf Bereiche über der Tiefsee, in denen sie ihre Migrationsgeschwindigkeit deutlich reduzieren und in der Regel 3,5 Tage bleiben, bevor sie weitere Jagdregionen aufsuchen. Wie die Männchen bewegen sich die Weibchen nach dem Verlassen der Strände ebenfalls in die gleiche Richtung wie in den Vorjahren, sind jedoch weniger festgelegt bezüglich der konkreten Tauchgebiete und ändern die Richtungen der Wanderung.

### Ernährung, Tauchverhalten und Wasserhaushalt
Die Nördlichen See-Elefanten ernähren sich von Kopffüßern im Mesopelagial sowie von Knochen- und Knorpelfischen wie kleinen Haien und Rochen am Meeresboden. Sie jagen ihre Beutetiere bei ihren Tauchgängen. Dabei tauchen die Männchen in der Regel im Bereich der Kontinentalschelfe bis auf den Meeresboden in Tiefen von 300 bis 400 Metern. Die Weibchen jagen dagegen pelagisch im offenen Meer in Tiefen bis 800 Meter, indem sie vom Meeresboden mehrfach kurz aufsteigen und wieder abtauchen. Entsprechend dieser Jagdmethoden unterscheiden sich die Beutetiere der Männchen und Weibchen. Während die Männchen vor allem benthisch lebende Haie und Rochen erbeuten, ernähren sich die Weibchen vor allem von freischwimmenden Kopffüßern wie Tintenfischen und Kalmaren. Diese unterschiedliche Ernährungsweise wird als Ursache der enormen Größenunterschiede zwischen den Geschlechtern diskutiert. Beide Geschlechter verbringen nur sehr kurze Zeiten an der Meeresoberfläche, um zu atmen. Die Tauchgänge können dagegen zwischen 12 und 60 Minuten andauern, abhängig vom Alter, vom Geschlecht und von der Größe der Tiere. Männchen tauchen dabei in der Regel länger mit durchschnittlich etwa 30 Minuten und mehr, Weibchen tauchen dagegen tiefer und können im Extremfall bis in Tiefen von 1600 Meter vordringen. Ein großer Teil der erbeuteten Kopffüßer besitzen bioluminiszierende Organe und werden entsprechend visuell bejagt.
Das Tauchverhalten der Nördlichen See-Elefanten ist so gestaltet, dass sie dabei einen minimalen Energieverbrauch haben und die Abtauchphasen zugleich als Ruhephasen nutzen können. Nach Beobachtungen von mit Sendern ausgestatteten Jungtieren lassen sich die Tiere beim Abtauchen ohne aktive Schwimmbewegung rückwärts liegend sinken und bewegen sich dabei in unregelmäßigen Abständen, indem sie ihren Körper in eine wackelige Bewegung versetzen und so das Absinken verlangsamen und schleifenartig verlängern. Es wird angenommen, dass sie dadurch ein zu tiefes Absinken verhindern und zugleich genug Zeit haben, auszuruhen. Während dieser Zeit sind die Tiere wahrscheinlich nicht aktiv auf Beutesuche, zugleich vermeiden sie die Begegnung mit Räubern, die in der Regel in den oberen 150 Metern der Wassersäule aktiv sind.
Während der Zeiten, die die See-Elefanten zur Paarung, Jungenaufzucht und zum Fellwechsel weitgehend an Land verbringen, nehmen sie keine Nahrung zu sich und fasten. Sie gewinnen in dieser Zeit ihre Energie aus den aufgebauten Fettreserven, die sich in ihrem Körper angesammelt haben, und bauen diese entsprechend ab. Vor allem die Weibchen reduzieren ihre Aktivitäten und Bewegungen sehr stark, um den Energieverbrauch zu minimieren und die Reserven vor allem an die Jungtiere weiterzugeben. Die Männchen verbrauchen ihre Energiereserven vor allem für ihre Rivalenkämpfe und für die Verpaarung mit möglichst vielen Weibchen.
Die Wasseraufnahme der Tiere erfolgt ausschließlich über die Nahrung und durch den Fettabbau, zugleich sind sie physiologisch auf einen minimalen Wasserverlust angepasst. Ihr Harn ist hochkonzentriert, um einen zu großen Wasserverlust zu verhindern.

### Fortpflanzung und Entwicklung
Die Paarung erfolgt beim Nördlichen See-Elefanten an Land, wo sich die Tiere in den Kolonien auf den Paarungsstränden treffen. Die erwachsenen Männchen und Weibchen treffen zwischen Dezember und Februar an den Paarungsstränden ein, wobei die ausgewachsenen und subadulten Männchen früher als die Weibchen ankommen. Sie erreichen die Strände im Dezember und frühen Januar und etablieren eine Rangordnung untereinander, über die sich auch die Verteilung auf dem Strand ergibt. Die Kämpfe um die Rangordnung finden über die gesamte Paarungssaison statt. Die Weibchen kommen ab Januar bis Ende Februar an den Strand und aus dem Vorjahr trächtige Weibchen gebären etwa 7 bis 8 Tage nach ihrer Ankunft jeweils ein einzelnes Jungtier. In den folgenden etwa 27 Tagen werden die Jungtiere von den Müttern gestillt, danach bekommen sie ihren Eisprung und werden kurz darauf von den Bullen begattet.

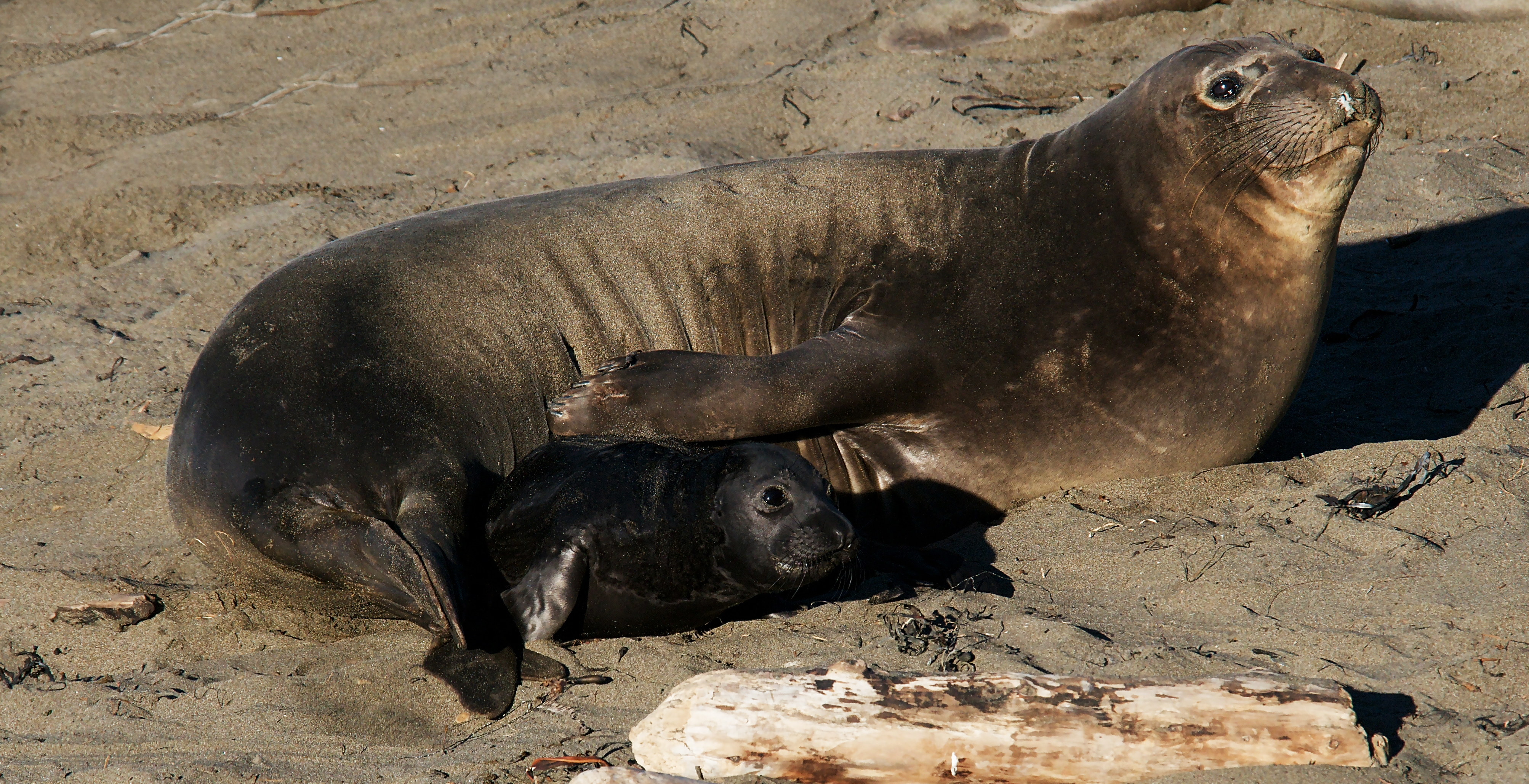
Weibchen und Jungtier der Nördlichen See-Elefanten am Piedras Blancas State Marine Reserve

Die Tiere sind ausgeprägt polygyn und die dominanten Bullen paaren sich mit mehreren Weibchen, die sie um sich scharen. Da die Weibchen nicht synchron eintreffen und gebären und damit auch nicht synchron paarungsbereit sind, dauert die Paarungszeit über den ganzen Januar bis März an. Da die Weibchen sich frei bewegen können und zugleich die Männchen keine volle Kontrolle über sie haben, gibt es keinen festen Harem der Bullen. Alle Männchen versuchen während der gesamten Paarungszeit, die Kontrolle über möglichst viele paarungswillige Weibchen zu behalten. Die weniger dominanten Bullen werden an den Rand der Kolonie gedrängt und versuchen regelmäßig, sich mit den Weibchen zu verpaaren. Hierdurch kommt es zu aggressiven Angriffen von den dominanten Männchen und Kämpfen zwischen den Männchen, um die Kontrolle über den jeweiligen Harem zu erlangen. Versucht ein fremdes Männchen, ein Weibchen eines Harems zu begatten, stößt dieses einen Warnruf aus, der das dominante Männchen anlockt. Wehrt sich das weniger dominante Männchen, kommt es zu teilweise brutalen Rivalenkämpfen, bei denen auch im Umfeld liegende Jungtiere zerdrückt werden können.

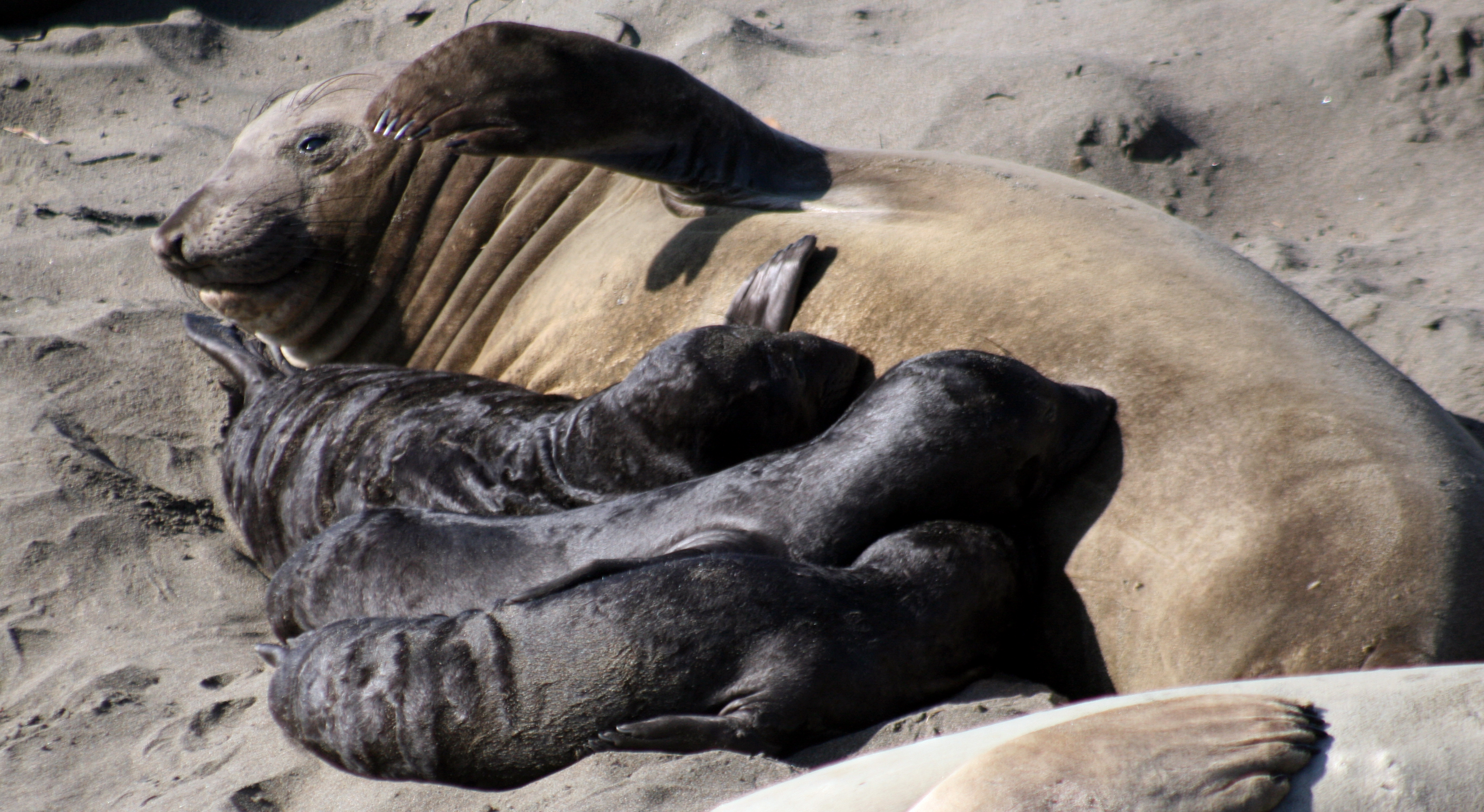
Weibchen mit drei Jungtieren

Wenn sich ein Bulle mit einem Weibchen verpaaren will, legt er eine seiner Brustflossen über das Weibchen, greift es mit den Zähnen im Nacken und beginnt mit der Begattung. Wehrt sich das Weibchen, steigt der Bulle mit seinem schweren Körper auf es, sodass es sich nicht mehr bewegen kann. Die Wahrscheinlichkeit einer jährlichen Schwangerschaft der Weibchen liegt bei etwa 95 %. Bereits nach zwei Tagen lassen Paarungswille und Empfängnisbereitschaft wieder nach.
Nach der Paarung und Befruchtung der Eizelle verbleibt diese in der Regel für etwa zwei bis drei Monate als Blastocyste freischwimmend im Uterus, bevor sie sich an der Uteruswand anheftet und sich die Embryonalentwicklung fortsetzt. Die Tragzeit beträgt mit dieser Verzögerung etwa elf Monate, während das eigentliche Wachstum und die Entwicklung des Embryos nur etwa sieben bis acht Monate dauert. Jedes Weibchen wirft nur ein Jungtier. Die neugeborenen Jungtiere sind etwa 1,25 Meter lang mit einem Gewicht von 30 bis 40 Kilogramm. Die Jungen werden in einem langen und wolligen schwarzen Pelz aus Lanugohaar geboren, den sie nach 4 bis 5 Wochen verlieren. Danach erhalten sie das typische kurze Fell der ausgewachsenen Tiere.
Die Jungtiere werden etwa 25 Tage lang gestillt, danach verlassen die ausgewachsenen Tiere die Kolonien, während die Jungen erst im April oder Mai die Küsten verlassen. Die Weibchen erreichen die Geschlechtsreife nach etwa 2 bis 4 Jahren, abhängig vom Wachstum und der Nahrungsverfügbarkeit in den ersten Jahren. Sie können danach jedes Jahr einmal ein Jungtier gebären, wobei etwa 8 bis 20 % der Weibchen pro Jahr auch mal aussetzen können. Die Männchen erreichen die Geschlechtsreife erst nach 6 bis 7 Jahren, können sich jedoch aufgrund der Hierarchien und Rangordnung am Paarungsstrand in der Regel erst nach 8 bis 10 Jahren erfolgreich verpaaren. Das durchschnittliche maximale Lebensalter der Männchen beträgt etwa 12 bis 14 Jahre, das der Weibchen etwa 18 Jahre.

### Fressfeinde und Parasiten
Zu den Fressfeinden der See-Elefanten gehören vor allem der Schwertwal (Orcinus orca) sowie große Hai-Arten, insbesondere der Weiße Hai (Carcharodon carcharias). Letzterer ist aufgrund der großen Robbenkolonien aus See-Elefanten, Seehunden und Seelöwen an der Westküste Kaliforniens vergleichsweise häufig; aufgrund der vergleichsweise hohen Dichte Weißer Haie und regelmäßiger Haibegegnungen wird diese Region als „Red Triangle“ (deutsch: „Rotes Dreieck“) bezeichnet. Die Haie jagen in der Regel junge See-Elefanten, wenn diese in den ersten Jahren in die Kolonien zurückkehren. Sie patrouillieren dabei in Meerestiefen von sieben bis zehn Metern und attackieren die an der Wasseroberfläche schwimmenden Robben von unten auftauchend. See-Elefanten können auch von den kleinen Zigarrenhaien attackiert werden, die sich an den Tieren festbeißen und Haut- und Fleischstücke aus deren Haut reißen.

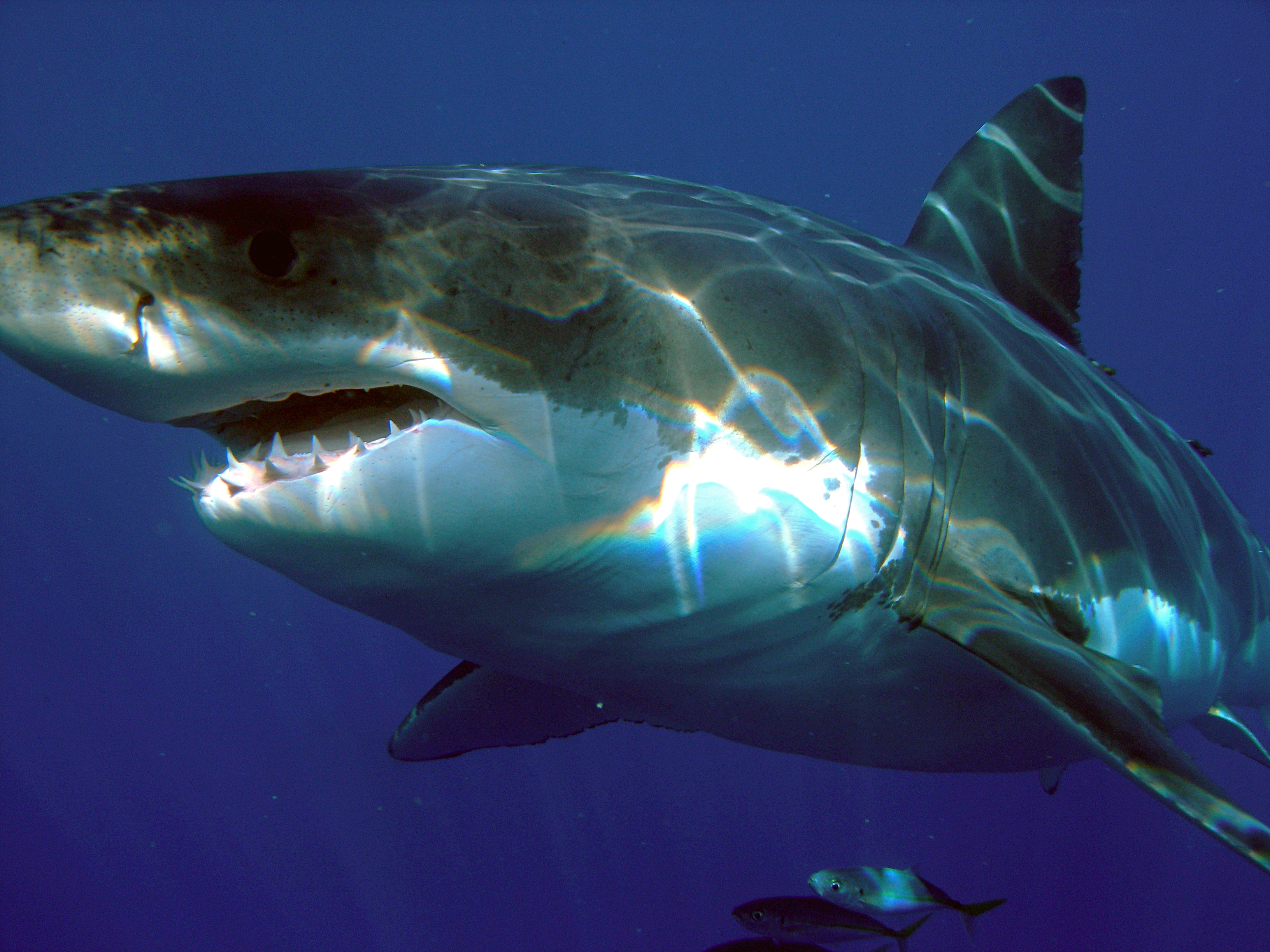
Der Weiße Hai stellt neben dem Schwertwal den Hauptfressfeind der See-Elefanten dar.
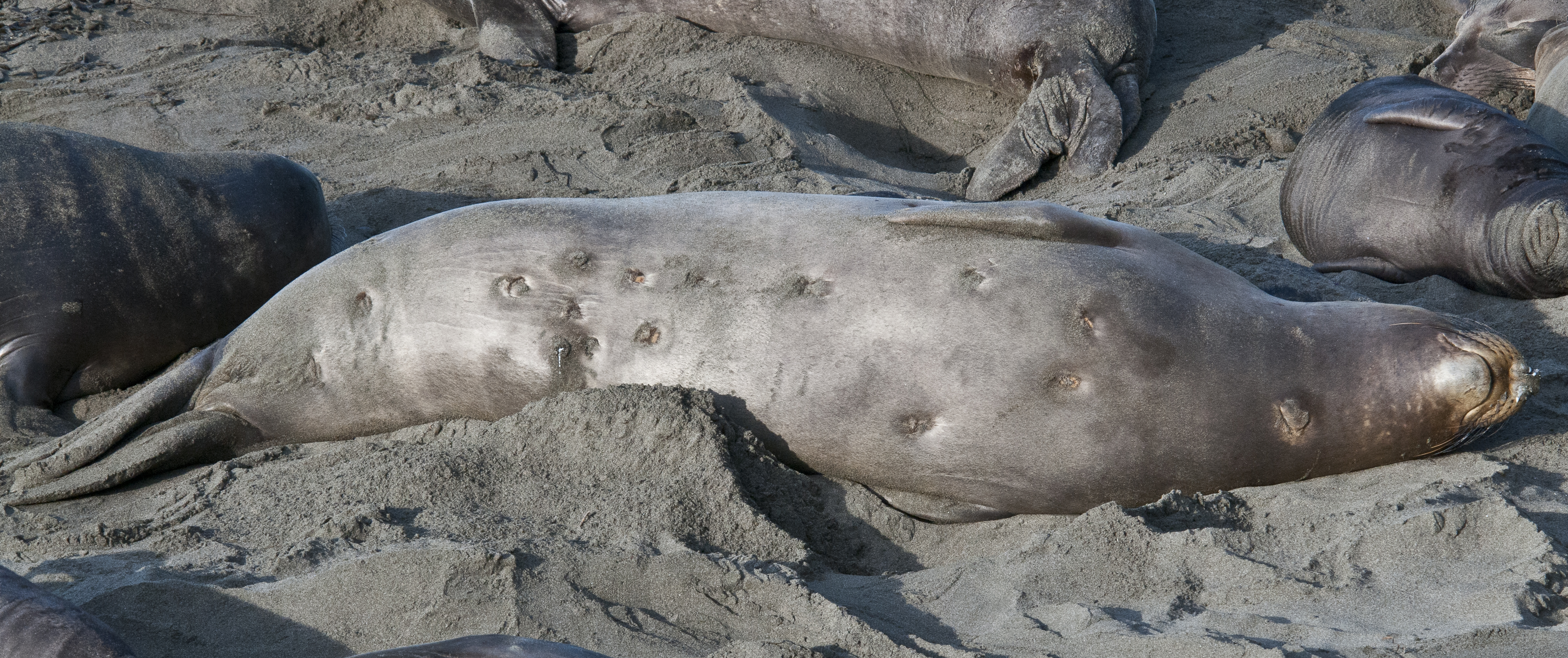
Weiblicher See-Elefant mit den charakteristischen Narben von Zigarrenhai-Bissen.

Aufgrund ihrer geringeren Größe und pelagischen Lebensweise sind die Weibchen einem größeren Räuberdruck ausgesetzt als die Männchen. Sie entgehen diesem Druck dadurch, dass sie vor allem in küstenferneren Gebieten auf Nahrungssuche gehen, in denen weniger Prädatoren leben, während die Männchen auch in küstennahen Gebieten mit großer Prädatorendichte leben können.
Der Nördliche See-Elefant kann verschiedene Kommensalen und Parasiten aufweisen. So wurden vor allem auf der Haut jüngerer Tiere verschiedene Arten der Seepocken wie Conchoderma auritum und Conchoderma virgatum sowie Entenmuscheln der Arten Lepas pacifica, Lepas anatifera und Lepas hilli identifiziert. Auch die Alge Navicula grevilei kann gelegentlich auf der Haut gefunden werden. Im Magen und im Darm von Nördlichen See-Elefanten wurden mit Anasakis simplex, Terranova decipiens und Contracaecum osculatum drei verschiedene Arten von Fadenwürmern sowie die Saugwürmer Cryptocotyle lingua und Pricetrema zalophi gefunden, hinzu kommen Zalphotrema hepaticum aus der Leber sowie die Fadenwürmer Parafilaroides sepc. und Ostostrongylus circumlitus aus der Lunge der Tiere. In den Nasenmuscheln der See-Elefanten befinden sich häufig Milben der für See-Elefanten spezifischen Art Halarachne miroungae und auch Kratzwürmer der Art Corynosoma bullosum konnten nachgewiesen werden.

## Taxonomie und Systematik

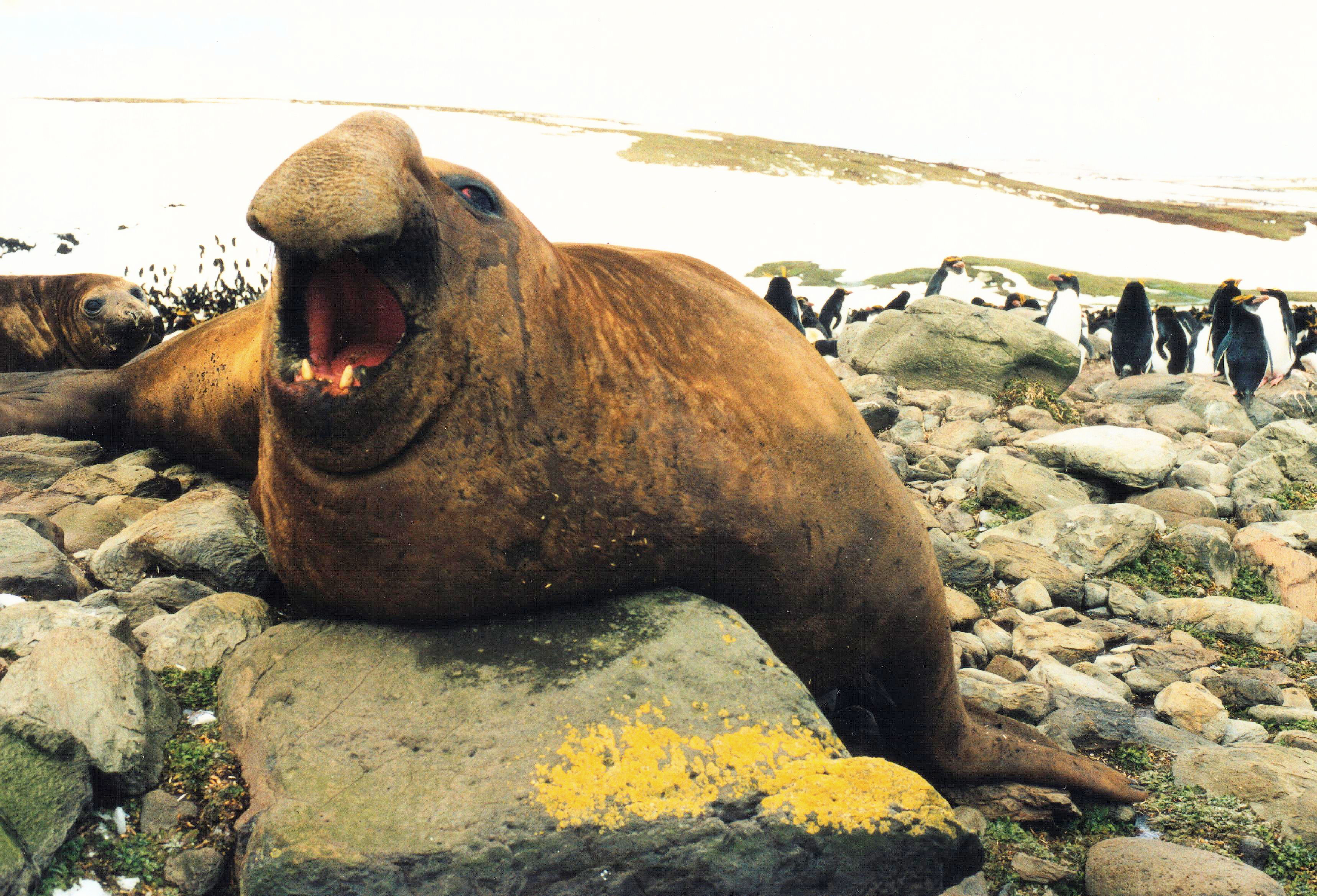
Gemeinsam mit dem Südlichen See-Elefanten bildet der Nördliche See-Elefant die Gattung Mirounga.

Der Nördliche See-Elefant wurde 1866 von Theodore Gill unter dem wissenschaftlichen Namen Macrorhinus angustirostris erstmals wissenschaftlich beschrieben. John Edward Gray hatte allerdings bereits 1827 die Gattung Mirounga für den Südlichen See-Elefanten beschrieben und bezeichnete den Nördlichen See-Elefanten 1871 als Morunga angustirostris. In die Gattung Mirounga ordnete Daniel Giraud Elliot im Jahr 1904 auch erstmals die nördliche Art ein. Wilhelm Peters ordnete den Nördlichen See-Elefanten der Gattung Cystophora zu und stellte ihn damit in die direkte Verwandtschaft der Klappmütze (Cystophora cristata) und Lionel Walter Rothschild beschrieb ihn 1910 als Unterart und Nominatform des Südlichen See-Elefanten und bezeichnete ihn als Miorunga leonina leonina. Als Terra typica gab Gill „Kalifornien“ an, 1942 wurde diese Angabe von A. J. Poole und V. S. Schantz mit der Bartholomews Bay in Niederkalifornien, Mexiko, und 1958 von V. B. Scheffer mit der Bahía Tortola in Niederkalifornien konkretisiert.
Gemeinsam mit dem Südlichen See-Elefanten bildet der Nördliche See-Elefant die Gattung Mirounga, die den Hundsrobben zugeordnet wird. Die Position innerhalb der Hundsrobben ist unklar und wurde regelmäßig diskutiert. So stellte King 1983 die noch heute oft zitierte Theorie auf, dass die See-Elefanten am engsten mit den Mönchsrobben (Monachus) verwandt seien und beide besonders ursprüngliche Vertreter der Hundsrobben darstellten. Hingegen konnten Bininda-Emonds und Russell 1996 keine Anhaltspunkte für eine so dichte Verwandtschaft finden, bestätigten aber die basale Stellung der See-Elefanten im System der Hundsrobben. Auf der Basis von molekularbiologischen Ergebnissen aus dem Jahr 2007 werden die See-Elefanten aktuell als Schwestergruppe der als Lobodontini zusammengefassten Artengruppe aus Ross-Robbe (Ommatophoca rossii), Krabbenfresser (Lobodon carcinophaga), Seeleopard (Hydrurga leptonyx) und Weddellrobbe (Leptonychotes weddellii) betrachtet, die Mönchsrobben werden bei dieser Betrachtung als Schwestergruppe beider Taxa, See-Elefanten und Lobodontini, betrachtet.
Innerhalb der Art werden keine Unterarten unterschieden. Der Gattungsname Mirounga leitet sich von „miouroung“ ab, der Bezeichnung für Südliche See-Elefanten in einer Sprache der australischen Aborigines. Der Artname angustirostris leitet sich von den lateinischen Wörtern „Angustus“ für „schmal“ und „rostris“ für „Schnauze“ ab.

## Fossilgeschichte und Evolution
Über die Entstehung der beiden Arten der See-Elefanten existieren zwei Theorien, nach denen entweder die nördliche Art als Abkömmling der südlichen oder die südliche als Abkömmling der nördlichen betrachtet wird. Nach einer älteren Theorie sind die Nördlichen See-Elefanten aus einer Gruppe der Südlichen See-Elefanten entstanden, die während des Pleistozän in den Nordpazifik wanderte und nach der Erwärmung der Äquatorregionen von der ursprünglichen Population getrennt wurde. Alternativ wird angenommen, dass der Ursprung der See-Elefanten in den nördlicheren tropischen Gebieten des Pazifik liegt und sich von dort eine Gruppe abspaltete und nach Süden abwanderte, wo sich der Südliche See-Elefant herausbildete. Die letzte Sicht wird als wahrscheinlicher angesehen und man geht davon aus, dass die Verwandtschaftsgruppe um die See-Elefanten und die fossile Gattung Callophoca im Miozän im Bereich der heutigen Karibik entstanden ist und die Vorfahren der See-Elefanten durch die noch nicht geschlossene Lücke zwischen Nord- und Südamerika im frühen Pliozän in den Pazifik gelangten. Durch die Abkühlung der Äquatorialgebiete im Pleistozän trennten sich demnach die Populationen der späteren Nördlichen und Südlichen See-Elefanten und wurden entsprechend genetisch isoliert. Die ältesten Fossilfunde des Nördlichen See-Elefanten stammen aus dem späten Pleistozän vom Süden Kaliforniens, Fossilfunde der südlichen Art sind aus Südafrika und dem Norden von Chile bekannt.

## Bedrohung und Schutz

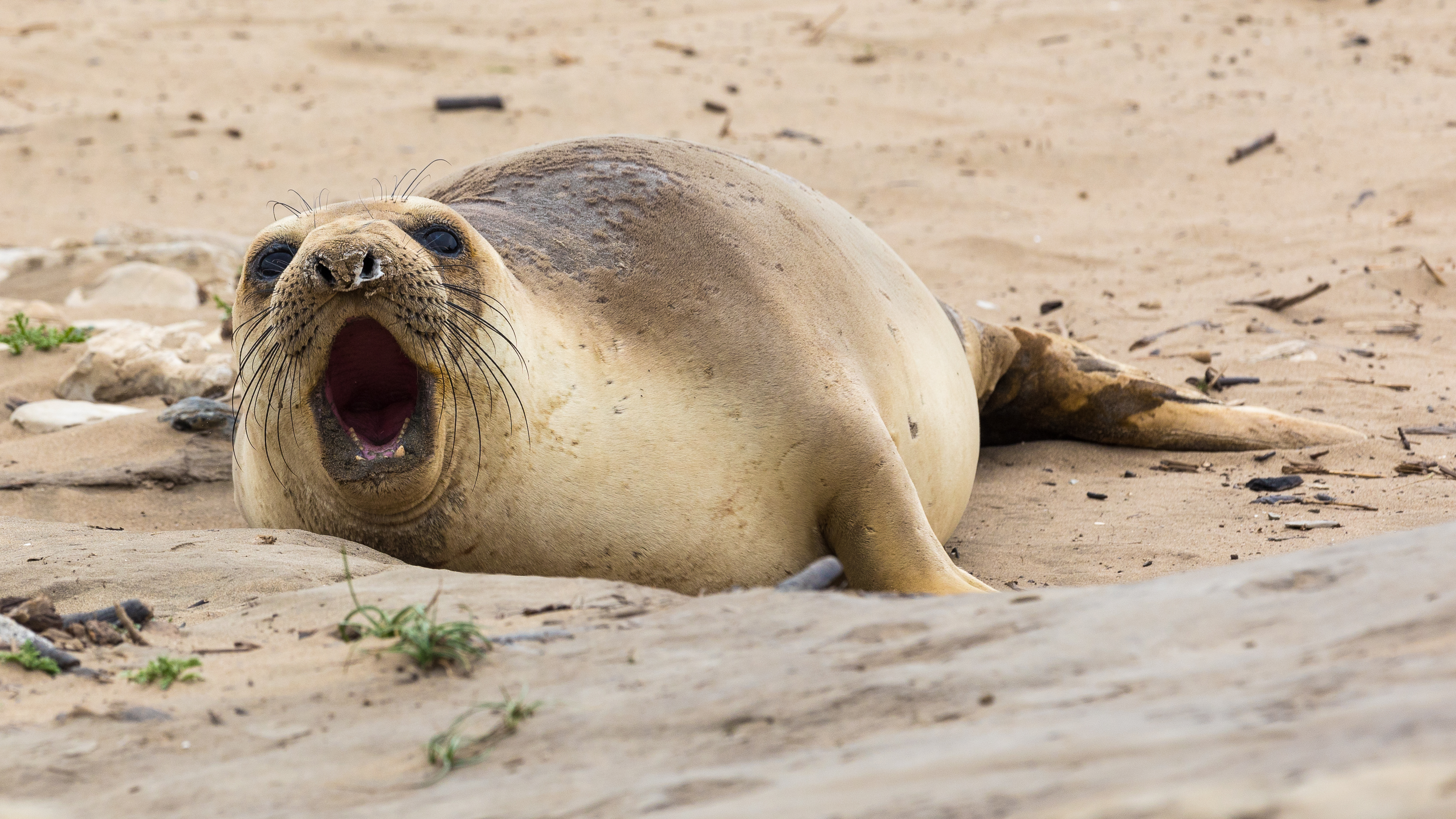
Im 20. Jahrhundert hat sich die Population der Nördlichen See-Elefanten an der Westküste Kaliforniens stark erholt. Hier ein weibliches Individuum im Año Nuevo State Park während des Pelzwechsels Anfang Mai.

Der Nördliche See-Elefant war ursprünglich lückenlos entlang der Westküste Nordamerikas von Alaska bis zur Baja California verbreitet und wurde historisch etwa an den Küsten Washingtons sowie in der Juan-de-Fuca-Straße in British Columbia bis hinunter nach Kalifornien von Eingeborenen bejagt. Im 19. Jahrhundert setzte die massenhafte Bejagung der Tiere durch Wal- und Robbenjäger ein, da man ihren Tran kommerziell nutzen wollte. Jedes Jahr fielen Tausende See-Elefanten den Jägern zum Opfer, so dass man die nördliche Art der See-Elefanten letztlich um 1880 für ausgestorben hielt. Eine einzige winzige Herde von weniger als hundert Tieren hatte auf der mexikanischen Insel Guadalupe überlebt und wurde um 1892 entdeckt. Nach der Wiederentdeckung wurde die Art unter Schutz gestellt und konnte sich wieder ausbreiten. Um 1900 wurden die Bestände auf wenige hundert Tiere geschätzt, die Populationen breiteten sich dabei nach Norden aus. In den 1950er Jahren gingen erstmals See-Elefanten zur Paarung auf den kalifornischen Channel Islands San Miguel, San Nicolas und Santa Barbara an Land. Um 1990 wurde der Bestand auf 127.000 Tiere geschätzt. Inzwischen gibt es die Art wieder auf zahlreichen der Küste vorgelagerten Inseln nordwärts bis zu den Farallon-Inseln, außerhalb der Paarungszeit sogar bis Vancouver Island.

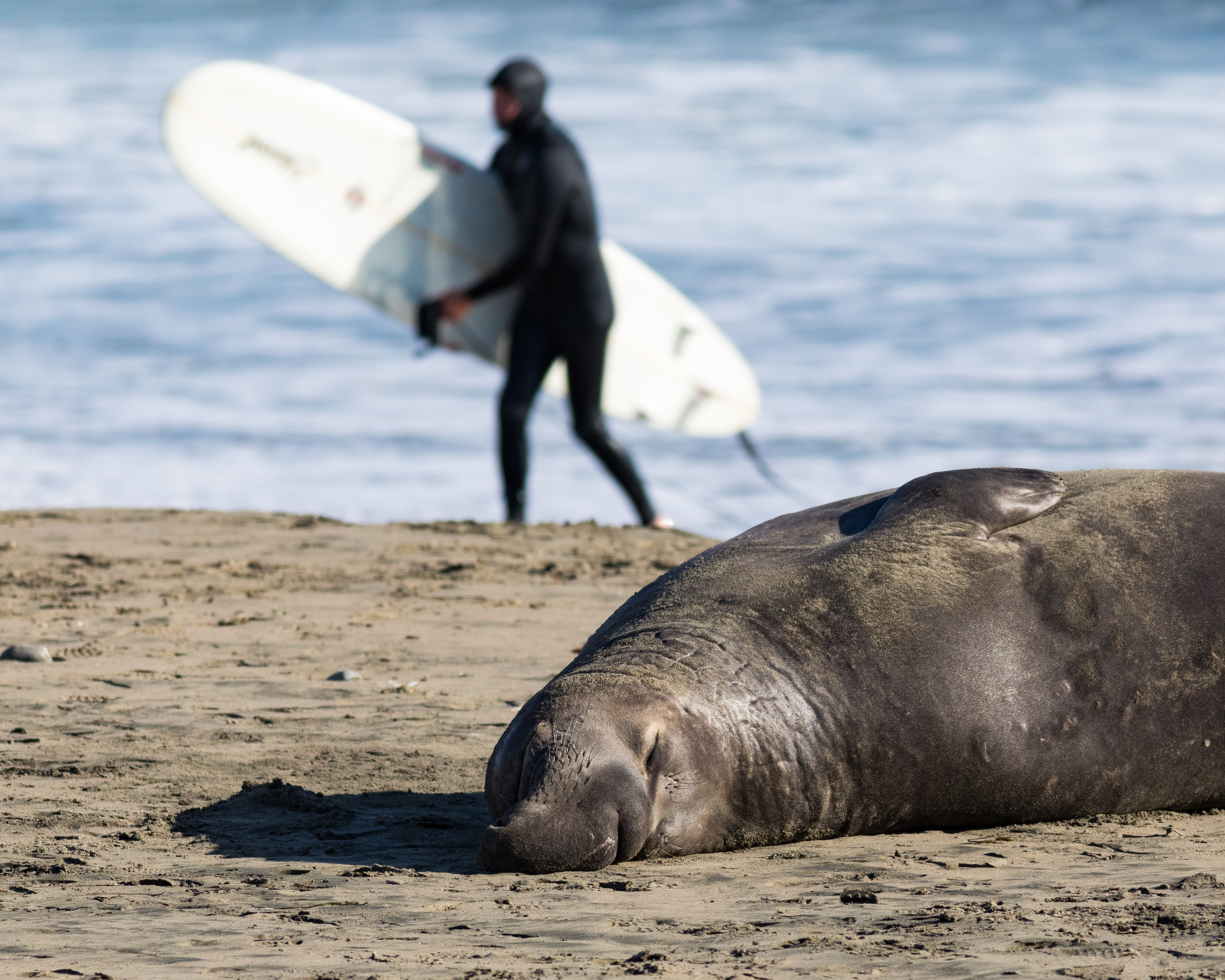
Ruhender Bulle in Point Reyes National Seashore, Kalifornien. Die Tiere haben seit 2014 Strände in Drakes Bay zurückerobert, die sie zuvor aufgrund der starken Nutzung durch Surfer und Wochenendausflügler für die Aufzucht ihrer Jungtiere aufgegeben hatten.

Am Highway 1 zwischen Los Angeles und San Francisco stellen die See-Elefanten an bestimmten Stellen wieder eine Touristenattraktion dar und es können größere Kolonien von speziellen Aussichtspunkten am Point Piedras Blancas beobachtet werden. Die dort 1990 angesiedelte Kolonie hat sich inzwischen (2010) auf mehr als 15.000 Tiere vergrößert. Die Gesamtbestände nehmen jährlich um etwa 15 % zu, so dass man den Nördlichen See-Elefanten nicht mehr für ernsthaft gefährdet hält. Allerdings hat die zwischenzeitliche Beinahe-Ausrottung zu einer extremen genetischen Einheitlichkeit aller Individuen geführt (genetischer Flaschenhals), die bei veränderten Bedingungen für die Art von Nachteil bezüglich der Anfälligkeit gegenüber Krankheiten und sich verschlechternder Umweltbedingungen sein könnte. Weitere potenzielle Gefahren für See-Elefanten als Top-Prädatoren im offenen Meer sind Umweltbelastungen, denen die Tiere ausgesetzt sind. Einigen Untersuchungen folgend akkumulieren die Tiere beispielsweise Schwermetalle wie Quecksilber oder Giftstoffe wie Polychlorierte Biphenyle (PCB) während ihrer Wanderungen im Meer, wobei die Menge und Konzentration lokal sehr unterschiedlich sein kann. Hinzu kommt die Globale Erwärmung, durch die vor allem die Temperaturen der Gewässer und der Luft im Bereich der südlichsten Kolonien im Bereich der Baja California in den letzten Jahrzehnten angestiegen sind. Da die Verbreitungsgebiete der Nördlichen See-Elefanten vor allem durch die Temperaturen beeinflusst werden und die Tiere warme und tropische Gewässer meiden, wurden nach einem Anstieg bis etwa 1990 deutliche Rückgänge der Bestände und Geburten auf Guadelupe und den Islas San Benito verzeichnet.
Aufgrund des großen Verbreitungsgebietes und der derzeit fehlenden ernsthaften Gefährdungen für die Gesamtbestände stuft die International Union for Conservation of Nature and Natural Resources (IUCN) die Art als „nicht gefährdet“ (Least concern) ein. Begründet wird diese Einstufung durch die große und weiter wachsende Population der Tiere und der Annahme, dass sich dieser Trend fortsetzen wird. In den Vereinigten Staaten stehen die See-Elefanten unter dem Schutz des Marine Mammal Protection Act und in Mexiko sind sie vor direkter Bejagung durch die Norma Oficial Mexicana (NOM-059-ECOL-2001) geschützt. Hinzu kommt, dass die Paarungsstrände und die Häutungsstrände als geschützte Gebiete eingestuft sind.